# بيل بيليشيك
وليام ستيفن بيليشيك /ˈbɛlɪtʃɪk, ˈbɛlɪtʃɛk/ ; وُلِد في 16 أبريل 1952) هو محلل رياضي ومدرب كرة قدم أمريكي. يُعتبر على نطاق واسع أحد أعظم المدربين الرئيسيين في تاريخ كرة القدم،    يحمل العديد من الأرقام القياسية في مجال التدريب، بما في ذلك كونه المدرب الأكثر فوزًا في بطولة السوبر بول، حيث فاز بها ست مرات مع فريق نيو إنغلاند باتريوتس، بالإضافة إلى انتصارين آخرين عندما كان منسقًا دفاعيًا لفريق نيويورك جاينتس، ليصبح مجموع انتصاراته في سوبر بول كمدرب ومنسق ثمانية انتصارات.  يُعرف بليشيك أيضًا بمؤرخ كرة القدم الأمريكية، وغالبًا ما يشار إليه بأنه "طالب كرة القدم" لخبرته الكبيرة في تفاصيل كل مركز من مراكز اللاعبين.     كما لعب دورًا مهمًا وأساسيًا خلال فترة عمله كمدرب ومدير عام لفريق نيو إنجلاند باتريوتس، حيث ساهم بشكل كبير في نجاح الفريق وهيمنته من 2001 إلى 2019.
بيليشيك هو أحد المدربين الذين تأثروا بأسلوب بيل بارسيلز. بدأ مسيرته كمدرب مساعد في عام 1975 مع فريق بالتيمور كولتس ثم أصبح مدرب الدفاع لفريق نيويورك جاينتس تحت إشراف بيل بارسيلز في عام 1985. فاز بارسيلز وبيليشيك معًا بلقب السوبر بول مرتين قبل أن يرحل بيليشيك ليصبح المدرب الرئيسي لفريق كليفلاند براونز في عام 1991. أمضى خمس سنوات في كليفلاند، لكنه فُصل بعد موسم 1995. عاد بليشيك للعمل مع بارسيلز، أولاً في فريق نيو إنجلاند باتريوتس، حيث خسر الفريق بطولة سوبر بول XXXI، ثم لاحقًا مع فريق نيويورك جيتس. بعد أن عُين مدربًا لفريق نيويورك جيتس، استقال بيلشيك بعد يوم واحد فقط من توليه المنصب ليقبل وظيفة المدرب الرئيسي للباتريوتس في 27 يناير 2000. خلال 24 موسمًا تحت قيادته، حقق فريق باتريوتس 17 لقبًا في قسم قسم الشرق في الدوري الوطني لكرة القدم الأمريكية، وشارك في 13 مباراة نهائية في بطولة AFC، كما شارك في تسع مباريات سوبر بول، محققًا ستة انتصارات. بشكلٍ عام، فاز بيليشيك بثمانية ألقاب في بطولة السوبر بول (أكثر من أي فرد في تاريخ دوري كرة القدم الأميركي) واحتل المركز الثاني أربع مرات خلال الفترة التي قضاها كمساعد ومدرب رئيسي.
عندما غادر بيليشيك فريق باتريوتس، كان أطول مدرب نشط في تاريخ الدوري الوطني لكرة القدم الأمريكية. يمتلك بيلشيك أكبر عدد من الانتصارات كمدرب في المباريات الإقصائية عبر التاريخ، برصيد 31 فوزًا. ويحتل المرتبة الثالثة من حيث عدد الانتصارات في الموسم العادي كمدرب في الدوري الوطني لكرة القدم الأمريكية برصيد 302 انتصارًا.  كما أنه يحتل المركز الثاني من حيث مجموع انتصارات الموسم العادي والمباريات الإقصائية، والثاني أيضًا من حيث أكبر عدد من انتصارات الموسم العادي مع فريق واحد.  يُعد بيليشيك واحدًا من ثلاثة مدربين فقط فازوا بستة ألقاب في الدوري الوطني لكرة القدم الأميركي.  حصل على لقب أفضل مدرب للعام في دوري كرة القدم الأمريكية من قبل وكالة أسوشيتد برس في ثلاثة مواسم 2003 و2007 و2010. كما اُختير في فريق أفضل اللاعبين والمدربين في العقدين 2000 و2010، الذي يكرم الأفراد الذين حققوا إنجازات بارزة خلال هذين العقدين. بالإضافة إلى فريق الذكرى المئوية للدور الوطني لكرة القدم الأمريكية، وهو المدرب النشط الوحيد في هذا الفريق.

## النشأة والتعليم
وُلِد بيليشيك في ناشفيل بولاية تينيسي الأمريكية، في 16 أبريل 1952،  وهو ابن جينيت (المعروفة سابقًا باسم مان) وستيف بيليشيك. 
سُمّي بيليشيك على اسم مدرب قاعة مشاهير كرة القدم الجامعية بيل إدواردز، الذي كان عرّابه. يعود أصله إلى كرواتيا؛  حيث هاجر جداه من جانب الأب، ماريا باركوفيتش وإيفان بيليتش، من بلدة دراغانيتش في عام 1897 واستقروا في مدينة مونسنس بولاية بنسلفانيا. بعد أن غيروا أسمائهم إلى ماري وجون بيليشيك بناءً على اقتراح موظفي الهجرة. 
نشأ بيليشيك في أنابوليس بولاية ماريلاند،  حيث كان والده مساعد مدرب كرة القدم في أكاديمية الولايات المتحدة البحرية. ذكر بيليشيك أن والده كان أحد أهم معلميه في كرة القدم، وغالبًا ما كان يدرس اللعبة معه.  يُقال إن بيليشيك تعلم تحليل تسجيلات المباريات في سن مبكرة من خلال مشاهدة والده وفريق الأكاديمية يقومون بعملهم.  تخرج بيليشيك من مدرسة أنابوليس الثانوية عام 1970، حيث كان زميل دراسة لسالي برايس أوهارا، التي أصبحت لاحقًا نائبة قائد خفر السواحل.   خلال فترة دراسته، لعب بيليشيك كرة القدم واللاكروس، وكانت الأخيرة هي رياضته المفضلة.  بعد ذلك، التحق بأكاديمية فيليبس في أندوف، ماساتشوستس، لمدة سنة دراسية إضافية بعد التخرج، بهدف تحسين درجاته ونتائج اختبارات القبول للالتحاق بجامعة جيدة.  بعد 40 عامًا من تخرجه، كرمت الأكاديمية بيليشيك بإدخاله إلى قاعة الشرف الرياضية في عام 2011. 
التحق بيليشيك بجامعة ويسليان في ميدلتاون بولاية كونيتيكت، حيث لعب في مركز الوسط والنهاية الضيقة. بالإضافة إلى كونه عضوًا في فريق كرة القدم، لعب بيليشيك أيضًا رياضة لاكروس والاسكواش، وكان قائدًا لفريق اللاكروس خلال سنة تخرجه. كان عضوًا في جمعية تشي بسي،  حصل على درجة البكالوريوس في الاقتصاد عام 1975.  في النهاية، أصبح جزءًا من الدفعة الافتتاحية لقاعة مشاهير ألعاب القوى بالجامعة في ربيع عام 2008. 